# Hieronymus Brinke

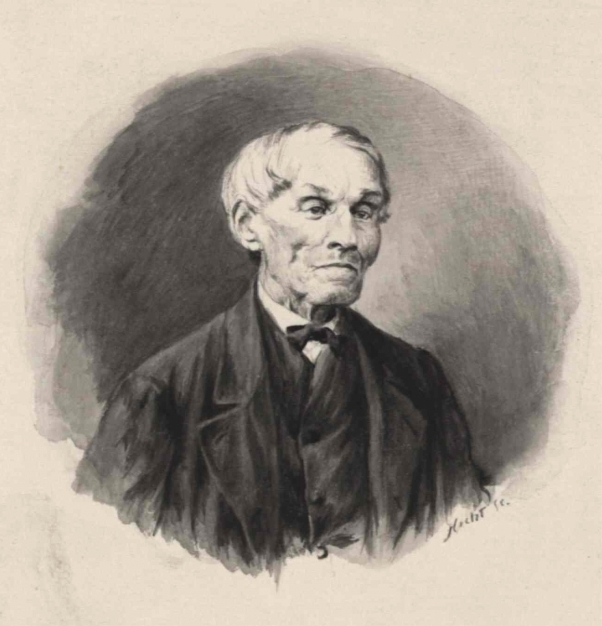
Hieronymus Brinke, Zeichnung von Wilhelm Hecht

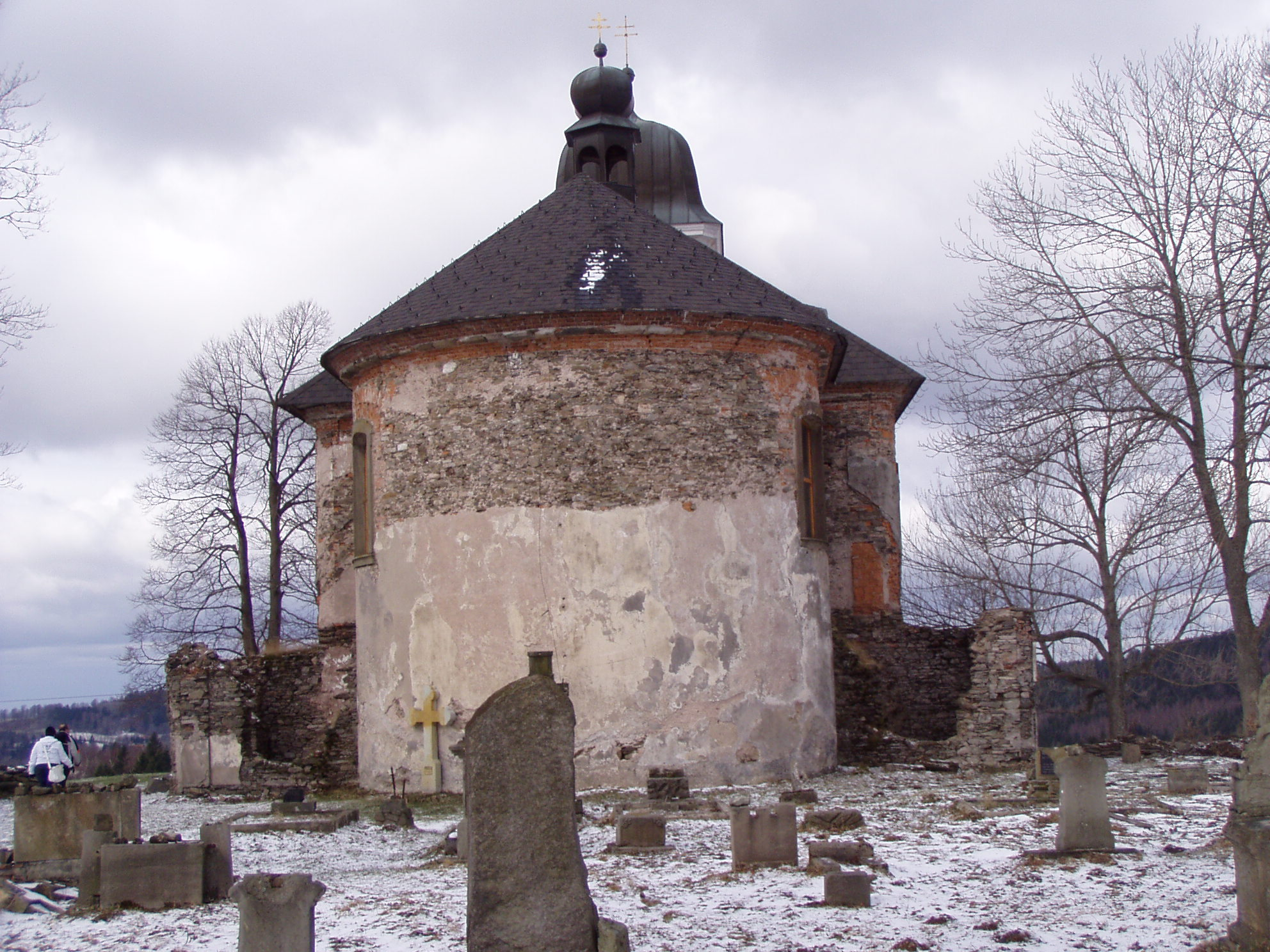
Tanndorfer Kirche, der größere Stein (vorn, Mitte) ist der Grabstein von Brinke. Bildmedaillon und Inschrifttafel an der Vorderseite sind entfernt worden.

Hieronymus Eustachius Brinke (* 30. September 1800 in Tanndorf im Adlergebirge; † 7. September 1880 ebenda) war ein österreichischer Dichter und Ortschronist.

## Leben
Hieronymus Brinke war das fünfte von acht Kindern des Webers Franz Josef Brinke (1759–1837) und dessen Ehefrau Maria Theresia Wetzel (1766–1839). 1823 heiratete er die zwei Jahre ältere Marianne Hartwich, mit der er sieben Kinder hatte. 1837 wurde er zum Webermeister ernannt und später zum ersten Bürgermeister seines Heimatortes gewählt. Er schrieb eine Chronik von Tanndorf der Jahre 1816 bis 1879.
Nachdem seine Frau am 13. Dezember 1853 starb, schrieb Brinke mehr als 100 Gedichte. Sein berühmtestes war das Weberlied.
Hieronymus Brinke wurde neben seiner Frau auf dem Friedhof seines Heimatortes begraben.

## Weberlied
Wo man von fern in Böhmen ein Gebirge sieht,/

Wo kein Weinstock und kein edler Baum nicht blüht,/

Dort, wo man einsam lebt, vom Gelde frei,/

Dort ist die schöne, schöne Weberei.

Wo lange Winter, Kälte, Schnee und Stürme brausen,/

Und im Sommer Donner, Blitz und Nebel hausen,/

Wo den Deutschen drücken Leiden allerlei,/

Dort ist die schöne, schöne Weberei.

Wo man auf hohen Bergen und auf steilen Höh`n,/

Sieht bald da ein Haus, bald dort ein Hüttchen stehn,/

In jedem Weberstühle zwei bis drei,/

Dort ist die schöne, schöne Weberei.

Wo jeder Bürger, Bauer und Häusler ein Weber ist,/

Frisches Wasser trinkt und Wassersuppe isst,/

Gesund und fröhlich lebet noch dabei,/

Dort ist die schöne, schöne Weberei.

Wo auch hübsche Mädchen hinterm Webstuhl sitzen,/

Für zwei Sechser dort die ganze Woche schwitzen,/

Baumwollwaren weben mancherlei,/

Dort ist die schöne, schöne Weberei.

Wo hundertzwanzig Ellen zweiundneunzig ist,/

Wo man die Ware hängend ohne Elle misst,/

Mit Mikroskop und Wage prüfet noch dabei,/

Dort ist die schöne, schöne Weberei.

Wo man wirket, spulet, knüpfet Tag und Nacht,/

Wo man zwei Ellen Ware für ein` Kreuzer macht,/

Baumwoll` kochet, stärket, pudert noch dabei,/

Dort ist die schöne, schöne Weberei.

Wo man in jedem Haus ein starkes Klappern hört,/

Das feinste Weizenmehl auf Baumwollgarne schmiert,/

Und Schwarzmehlknödel schmauset ohne Scheu,/

Dort ist die schöne, schöne Weberei.

Wo sehr arme Weber sich recht redlich plagt,/

Bei Fleiß und Sparsamkeit am Hungertuche nagt,/

Zuletzt beschuldigt wird der Dieberei,/

Dort ist die schöne, schöne Weberei.

Wo der arme Weber, wenn er etwas wagt,/

Wird vom Fabrikanten bei Gericht geklagt,/

Und dann ausgepfändet frank und frei,/

Dort ist die schöne, schöne Weberei.

Wo doch kein Mensch die liebe Heimat gern verlässt/

Und der Abschied heiße Tränen ihm erspresst,/

Wo man doch gerne weilt und singt dabei,/

Dort ist die schöne, schöne Weberei.

## Werke
- Kroozbeern. Eine Auswahl aus dem Schaffen des Adlergebirgs-Naturdichters Hieronymus Eustachius Brinke. Prag 1936, hgg. v. Verlag des Deutschen Kulturverbandes

| Personendaten    | Personendaten                                      |
| ---------------- | -------------------------------------------------- |
| NAME             | Brinke, Hieronymus                                 |
| ALTERNATIVNAMEN  | Brinke, Hieronymus Eustachius (vollständiger Name) |
| KURZBESCHREIBUNG | österreichischer Dichter und Ortschronist          |
| GEBURTSDATUM     | 30. September 1800                                 |
| GEBURTSORT       | Tanndorf                                           |
| STERBEDATUM      | 7. September 1880                                  |
| STERBEORT        | Tanndorf                                           |